# Tafefobie

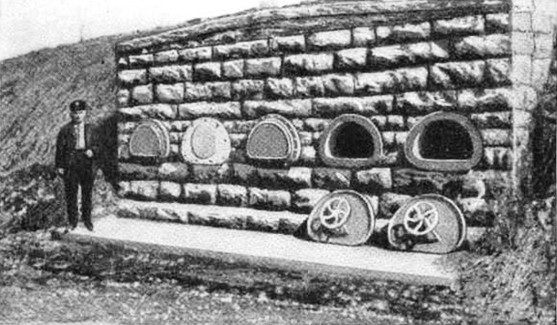
Hrobka navržená proti předčasnému pohřbení zaživa z období kolem roku 1890. Byla vybavena vzduchovou ventilací a její víko bylo možné otevřít zevnitř.

Tafefobie (z řeckého τάφος – táfos – „hrob“ a φόβος – fóvos – „strach“) je abnormální, psychopatologický strach z pohřbení zaživa, strach z umístění do hrobu, zatímco je člověk ještě živý v důsledku nesprávného prohlášení za mrtvého.
Před příchodem moderní medicíny tento strach nebyl zcela iracionální. V historii byly četné případy lidí, kteří byli omylem pohřbeni zaživa. V roce 1905 anglický reformátor William Tebb shromáždil případy předčasného pohřbu. Zjistil 219 případů pohřbení na hranici života a smrti, 149 skutečných pohřbů zaživa, 10 případů pitvy zaživa a 2 případy probuzení při balzamování.
V průběhu 18. století došlo k vývoji resuscitační techniky dýchání z úst do úst a primitivních defibrilačních postupů, užívaných pro oživení osob považovaných za mrtvé. Při Royal Humane Society byla založena Společnost pro oživování osob domněle utopených.. Přesto ještě v roce 1772 vévoda Fridrich Meklenburský zavedl povinný třídenní odklad pohřbení ode dne úmrtí, aby se předešlo možnému pohřbení zaživa. V roce 1896 americký ředitel pohřebního ústavu T. M. Montgomery uvedl, že „téměř 2 % z těch, kteří byli exhumováni, byli pohřbeni pravděpodobně v bezvědomí“, ačkoli folklorista Paul Barber uvedl, že výskyt pohřbení zaživa byl nadhodnocen a že normální účinky rozkladu jsou mylně považovány za známky života.

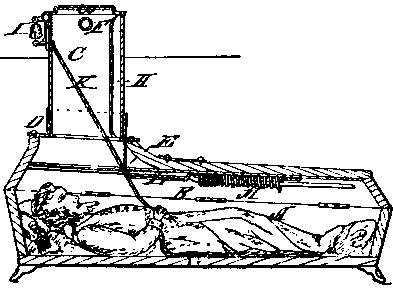
signalizační zvonek k rakvi

Tehdy[kdy?] se vyskytovalo mnoho městských legend o lidech, kteří byli omylem pohřbeni zaživa. Legendy zahrnovaly případy, kdy se někdo dostane do stavu soporu nebo do kómatu, probudí se o řadu let později a zemře strašnou smrtí. Jiné legendy hovoří o otevřených rakvích, v nichž se našly mrtvoly s dlouhým vousem nebo mrtvoly s rukama nad hlavou a dlaněmi směřující vzhůru. Za zmínku stojí zejména legenda o předčasném pohřbu Ann Hill Carter Lee, manželky Jindřicha Lee III.
Literatura našla živnou půdu při zkoumání přirozeného strachu z pohřbení zaživa. Jeden z hororů Edgara Allana Poea, Předčasný pohřeb, je o osobě trpící tafefobií. Další Poeovy příběhy o předčasném pohřbu jsou Zánik domu Usherů, Sud vína amontilladského a v menší míře Černý kocour.

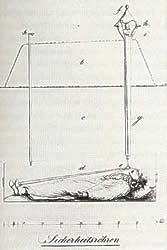
„Bezpečnostní rakev“ se zvonkem

Strach z pohřbení zaživa byl zpracován do té míry, že ti, kteří si to mohli dovolit, si zajistili všechny druhy opatření pro výstavbu „bezpečnostní rakve“, kterými se tomuto chtěli vyhnout (např. skleněné poklice pro pozorování, lana k signalizačním zvonkům či dýchací potrubí pro přežití do doby záchrany). Tyto rakve byly vyráběny od poloviny 19. století až do roku 1934.
Tafefobií trpěly některé známé osobnosti, jako např. Nikolaj Gogol, Alfred Nobel a jeho otec, Immanuel Nobel, který dokonce vynalezl jednu z prvních „bezpečnostních rakví“, anglický romanopisec Wilkie Collins či německý filozof Arthur Schopenhauer. Jeho pohřeb pět dní po smrtí provázel pach rozkládajícího se těla. Svým způsobem legendou se stala Hannah Beswicková z anglického Manchesteru. V souladu s její poslední vůlí bylo její tělo roku 1758 balzamováno a stalo se dokonce jako „manchesterská mumie“ muzejním exponátem v Manchester Natural History Society. Teprve v roce 1868, po uznání Hannah Beswickové „neodvolatelně a nezpochybnitelně mrtvou“, bylo její tělo nakonec pohřbeno.
Městská legenda říká, že rčení „ukládat se zvonkem“ a „mrtvý zvoník“ jsou obě odvozena od konceptu, kdy je lano připojené k zvonku mimo rakev, který by mohl varovat lidi, že nedávno pohřbená osoba není dosud zesnulá. Tyto teorie byly prokázány jako hoax.